# Saint-Savin (Altos Pirenéus)
Saint-Savin é uma comuna francesa na região administrativa de Occitânia, no departamento dos Altos Pirenéus. Estende-se por uma área de 3.86 km². Em 2010 a comuna tinha 373 habitantes (densidade: 96,6 hab./km²).